# Глізе 832
Глізе 832 (Gliese 832) — одиночний червоний карлик спектрального М2V типу, розташований у сузір'ї Журавля на порівняно близькій відстані у 16,1 світлових років від Сонця. Видима візуальної величини цієї зорі у 8,66 означає, що вона надто тьмяна, щоб бути видимою на небесній сфері неозброєним оком. Глізе 832 досягла свого перигелію близько 52920 років тому, коли вона пройшла приблизно на 15,71 а. о. (4,817 парсека) від Сонця.
У 2014 році було оголошено про можливість того, що у Глізе 832 може опинитися найближча до нас потенційно життєпридатна землеподібна екзопланета, проте у 2022 році ця інформація була спростована.

## Властивості
Зоря має високий показник власного руху в 818,93 μas за рік. Маса і радіус Глізе 832 трохи менші половини маси та радіуса Сонця. За оцінками дослідників, період обертання зорі складає 46 днів. Вік зорі становить приблизно 9,5 млрд років.

### Рентгенівське джерело
Глізе 832 випромінює рентгенівські промені.

## Планетарна система
Навколо Глізе 832 обертаються щонайменше одна екзопланета — Глізе 832 b.

### Глізе 832 b
У вересні 2008 року було оголошено про виявлення юпітероподібної планети яка наразі позначається як Глізе 832 b із довгостроковим періодом та орбітою, близькою до кругової (імовірний ексцентриситет — лише 0,05 %). Це викликає астрометричні збурення на зорі, щонайменше на 0,95 кутової мілісекунди, і тому є зручним для астрометричних спостережень. Попри відносно велику кутову відстань, пряма візуалізація є проблематичною через зоряно-планетний контраст.

### Глізе 832 c
У 2014 році астрономи з Університету Нового Південного Уельсу начебто виявили другу планету в системі Глізе 832. Вона була прилічена до надземель й отримала свою наукову назву Глізе 832 с. Вважалося, що її орбіта начебто лежить у межах життєпридатної зони, але за межами оптимальної життєпридатної зони батьківської зорі.
Вважалося, що планета перебуває на занадто близькій відстані від своєї зорі, щоб дозволити рідкій воді існувати на її поверхні.
Моделювання показало, що середня температура на її поверхні начебто становить близько −20 °C, але це значення досить сильно змінюється залежно від пори року від −40 до +7 °C. Стверджувалося, що орбіта цієї екзопланети сильно витягнута, через що вона то максимально наближалася до материнської зірки, зміщуючись на самий край населеної зони, то віддалялася від зірки, зміщуючись ближче до середини зони життя.
Стверджувалося, що її маса становить близько 5,4 земної. Атмосфера начебто досить щільна, а її середні шари завжди заповнені масивними паровими хмарами. Індекс подібності Землі був визначений як 0,81.
Існування цієї планети було спростоване у 2022 році, коли дослідження показало, що сигнал променевої швидкості має характеристики сигналу, що походить від зоряної активності, а не від планети.
Утім, область між Глізе 832 b та Глізе 832 c є зоною, де можливі додаткові планети.

### Пошук кометного диска
Якщо ця система має кометний диск, то він невиявний «яскравіший, ніж дробовий пил світністю 10−5» — повідомлено в останньому дослідженні Гершеля.

## Найближче оточення зорі
Перелічені нижче зоряні системи розташовані на відстані в межах 10 світлових років від системи Глізе 832:
| Зірка        | Спектральний клас   | Відстань, св. років |
| Лакайль 8760 | K7-M2 Ve            | 4,2                 |
| ε Індіанця   | K3-5 Ve             | 4,8                 |
| CD-45 13677  | M0 V                | 6,0                 |
| HJ 5173 AB   | K2-3 V / M3,5 V     | 7,1                 |
| Лакаїль 9352 | M0,5 Ve             | 7,3                 |
| δ Павича     | G5-8 V-IV           | 7,4                 |
| L 347-14     | M4,5 V              | 7,5                 |
| Cincinnati   | M2-4 V              | 8,0                 |
| L 119-44     | M V                 | 8,7                 |
| EZ Водолія   | M5,0—5,5 Ve / ? / ? | 9,7                 |
| HIP 103039   | ?                   | 9,8                 |